# مقاطعة خرننغن
خَرُنِنغِن أو (نقحرة: خرونينغن) (بالهولندية: Groningen )، مقاطعة من مقاطعات هولندا (2330 كم2، 560050 نسمة، 1991) تقع شمال البلاد علي ساحل بحر الشمال تشتهر بتربية الماشية وصناعات الألبان والزراعة، تاريخها هو تاريخ عاصمتها خَرُنِنغِن وهي بلدية تعتبر سوقاً زراعية كانت تحت السيادة الاسمية لأساقفة أترخت من القرن 11 حتى انضمت لعصبة الهنزة 1284 ثم تمكنت من السيطرة علي فريزلند الوسطي (أي أقليم خروننجن حالياً) وانضمت للمقاطعات المتحدة 1579 بها جامعة أنشئت عام 1614.

## جغرافيا
تشتهر بالزراعة وبالمناجم يوجد فيها أكبر حقل للغاز الطبيعي بالقرب من سلوخترن

## البلديات
تتكون مقاطعة خرونينجن من 23 بلدية كالتالي:
| - أبنجيدام - بيدوم - بيلينجفيده - دي مارنه - دلفزايل - إيمسموند - خَرُنِنغِن - خروتاخاست - هارين - هوخازاند-سابامير - ليك - لوبيرسوم | - ماروم - مينترفولده - أولدامبت - باكالا - سلوخترن - ستادسكانال - تن بور - فيندام - فلاختفيده - فينسوم - زاودهورن |